# 新北環河快速道路
新北環河快速道路，簡稱新北環快，是位於台灣新北市緊靠淡水河與新店溪西側的快速道路，於2013年1月28日全線通車。經過二重疏洪道路段的新北大橋，為新北市大型地標。
新北環河快速道路使三重與板橋終可直接聯絡，也連接台64線與其它跨河橋梁。

## 簡介
新北環河快速道路原名“台北縣側環河快速道路”，為符合2010年底台北縣升格改制為新北市而改為現名。 全長21.8公里、總經費新台幣323億元，由內政部營建署負責主線、新店市公所（今新店區公所）負責五重溪段永和次系統(中安快速道路)工程。
新北環河快速道路路線自三重區龍門路起，沿淡水河西側經新北大橋與重翠大橋至板橋區，並沿新店溪西側經中和區、永和區、新店區，最終止於新店區安祥路，其中安和路至安祥路段又稱為五重溪段永和次系統（中安快速道路）。新北環快全線與對岸台北市的環河南北快速道路、水源快速道路相望。
新北環河快速道路基本為高架，惟永和段因居民反對而變更為平面路段。全線4線車道，新北大橋路段為8線車道，三重與板橋之間設有機慢車道、人行道。三重龍門路到中和光環路，除了重翠大橋之外，限速70公里；重翠大橋限速60公里；秀朗大橋到中安大橋段及中安快速道路，限速50公里；中和光環路到秀朗大橋，限速50公里。與台64線、中興大橋、萬板大橋、中正橋、永福橋、秀朗大橋及中安大橋連接，五重溪段永和次系統（中安快速道路）與中安大橋連接。

## 通行路權
新北環快龍門路端至光環路匝道僅供汽車及排氣量250c.c.以上大型重型機車行駛，大型重型機車行駛此路段應全程開啟頭燈，禁行排氣量250c.c以下機車及自行車、行人、慢車行駛。
新北環快光環路匝道至安和路平交路口為汽車、排氣量250c.c.以上大型重型機車、250c.c以下機車及自行車皆可通行，惟中正橋引道高架段，排氣量250c.c以下之機車及自行車限行機慢車道，外二車道（高架道路入口）禁行機車；秀朗橋地下道，排氣量低於250c.c機車及自行車僅限通行機車道，內側車道禁行機車。
中安快速道路安和路平交路口至安祥路端為全線高架四車道，為混和車道，所有車種皆可通行，但禁止行人通行。

## 歷史
從1998年6月動工，2005年1月1日首先通行三重區龍門路至中興橋北上路段。由於工程進度落後，直到2010年8月14日才通行至中和區永和路並以平面道路連接福祥路。新店段與永和段分別於2011年11月24日及2013年1月28日完工通車。
新北環快延伸五重溪段又稱永和次系統（中安快速道路），全長4.5公里，自新店安和路起沿五重溪加蓋，再經薏仁坑路穿越山區至安祥路，全線已隨最後標完工而於2010年12月24日通車。終點安祥路連接3.7公里長的新店安坑一號道路第一期工程到安坑交流道；並評估打通直線距離僅約400公尺的文筆山到土城石門路（中和次系統），將徹底解決安坑地區交通問題。

## 沿線匝道
| 新北環河快速道路路線設施里程一覽表 |      |                                |                                        |                                        |                                   |                                            |                                                                                          |
| 標誌                               | 里程 | 名稱                           | 順樁預告                               | 逆樁預告                               | 形式                              | 通車日                                     | 銜接道路 →聯絡地區                                                                       |
| 出口                               | 0.0  | 龍門路端                       | 新北環河快速道路起點                   | 新北環河快速道路終點                   | 直接式                            | 2005年1月1日（單向） 2010年8月14日（全線） | 龍門路、環河北路 →三重區、蘆洲區                                                         |
| 出口                               |      | 福德南路                       | （僅北上出口）                         | 福德南路                               | 匝道                              | 2005年1月1日（單向） 2010年8月14日（全線） | 福德南路、台1甲線（台北橋）、三和路 · →三重區                                            |
| 出口                               |      | 重安街                         | （僅南下入口）                         | （僅南下入口）                         | 匝道                              | 2010年8月14日                              | 重安街 →三重區                                                                           |
| 出口                               |      | 中興橋                         | （僅北上出入）                         | 萬華                                   | 半套鑽石型                        | 2005年1月1日（單向） 2010年8月14日（全線） | 市道104號（中興橋） · →萬華區                                                            |
| 出口                               |      | 成功路                         | （僅北出南入）                         | 成功路                                 | 匝道 含新北／重翠大橋機車道出入口 | 2010年8月14日                              | 市道104號(成功路) · →三重區                                                              |
| －                                 |      |                                |                                        |                                        |                                   |                                            |                                                                                          |
| 出口                               |      | 中興南街                       | 中興南街                               | 中興南街                               | 內側Y型                           | 2010年8月14日                              | 環河路、中興南街 →三重區、新莊區                                                         |
| －                                 |      |                                |                                        |                                        |                                   |                                            |                                                                                          |
| 出口                               |      | 民生路                         | 民生路                                 | （僅南出北入）                         | 匝道 含新北／重翠大橋機車道出入口 | 2010年8月14日                              | 市道106甲線（民生路）、環河路 · →板橋區                                                  |
| 出口                               |      | 江子翠                         | （僅北出南入）                         | 五股                                   | 半套鑽石型                        | 2010年8月14日                              | Module:Jct第187行Lua错误：bad argument #3 to 'format' (string expected, got table)（西） |
| 出口                               |      | 縣民大道                       | 縣民大道                               | （僅南出北入）                         | 匝道                              | 2010年8月14日                              | 縣民大道 →板橋區                                                                         |
| 出口                               |      | 萬板大橋                       | （僅北上出入）                         | 萬華                                   | 半套鑽石型                        | 2010年8月14日                              | 萬板大橋 →萬華區                                                                         |
| 出口                               |      | 光環路                         | （僅北上入口）                         | （僅北上入口）                         | 匝道                              | 2010年8月14日                              | 光環路 →板橋區                                                                           |
| 此處有交通號誌                     |      | 中原街平交路口                 | 中原街                                 | 中原街                                 | 平交路口                          | 2010年8月14日                              | 中原街 →中和區                                                                           |
| 此處有交通號誌                     |      | 立業路平交路口                 | 立業路                                 | 立業路                                 | 平交路口                          | 2010年8月14日                              | 北92線（立業路） · →中和區                                                               |
| 此處有交通號誌                     |      | 福祥路平交路口                 | 福祥路                                 | 福祥路                                 | 平交路口                          | 2010年8月14日                              | 福祥路 →中和區                                                                           |
| 此處有交通號誌                     |      | 仁愛路352巷平交路口            | 仁愛路352巷                            | 仁愛路352巷                            | 平交路口                          | 2010年8月14日                              | 仁愛路352巷 →永和區                                                                      |
| 此處有交通號誌                     |      | 環河西路二段217巷平交路口      | 環河西路二段217巷                      | 環河西路二段217巷                      | 平交路口                          | 2010年8月14日                              | 環河西路二段217巷 →永和區                                                                |
| 出口                               |      | 保生路                         | （僅北上出口）                         | 保生路                                 | 匝道                              | 2013年1月28日                              | 保生路 →永和區                                                                           |
| 出口                               |      | 保安路                         | （僅北上出口）                         | 保安路                                 | 匝道                              | 2013年1月28日                              | 保安路 →永和區                                                                           |
| 出口                               |      | 中正橋                         | （僅北上入口）                         | （僅北上入口）                         | 匝道                              | 2013年1月28日                              | 市道111號（中正橋） · →永和區、中正區                                                    |
| 此處有交通號誌                     |      | 光復街平交路口                 | 光復街                                 | 光復街                                 | 平交路口                          | 2013年1月28日                              | 光復街 →永和區                                                                           |
| 出口                               |      | 永福橋                         | （僅北上出入）                         | 中正                                   | 半套鑽石型                        | 2012年7月14日                              | 永福橋 →中正區                                                                           |
| 此處有交通號誌                     |      | 林森路/成功路平交路口          | 林森路、成功路                         | 林森路、成功路                         | 平交路口                          | 2012年7月14日                              | 林森路、成功路 →永和區                                                                   |
| 此處有交通號誌                     |      | 民樂街57巷平交路口             | 民樂街57巷                             | 民樂街57巷                             | 平交路口                          | 2011年11月24日                             | 民樂街57巷 →永和區                                                                       |
| 出口                               |      | 秀朗橋                         | 秀朗橋                                 | 秀朗橋                                 | 單點鑽石型                        | 2011年11月24日                             | 市道106號）秀朗橋） · →中和區、新店區                                                    |
| 出口                               |      | 中安大橋                       | 中安大橋                               | 中安大橋                               | Y型                               | 2011年11月24日                             | 中安大橋 →新店區碧潭&十四張                                                              |
| 此處有交通號誌                     |      | 安和路三段平交路口             | 新北環河快速道路終點，中安快速道路起點 | 中安快速道路終點，新北環河快速道路起點 | 平交路口                          | 2011年11月24日                             | 市道111號（安和路） · →新店區                                                            |
| 出口                               |      | 安興路                         | 安興路                                 | （僅南下出口）                         | 匝道                              | 2011年11月24日                             | 安興路 →新店區                                                                           |
| 此處有交通號誌                     |      | 吉安街/安興路/柴埕路平交路口   | 吉安街、安興路、柴埕路                 | 吉安街、安興路、柴埕路                 | 平交路口                          | 2011年11月24日                             | 吉安街、安興路、柴埕路 →新店區                                                           |
| 此處有交通號誌                     |      | 安光路 柴埕路平交路口          | 安光路、柴埕路                         | 安光路、柴埕路                         | 平交路口                          | 2011年11月24日                             | 安光路、柴埕路 →新店區                                                                   |
| 此處有交通號誌                     |      | 車子路平交路口                 | 車子路                                 | 車子路                                 | 平交路口                          | 2011年11月24日                             | 車子路 →新店區                                                                           |
| 此處有交通號誌                     |      | 安康路二段320巷/祥和路平交路口 | 安康路二段320巷、祥和路                | 安康路二段320巷、祥和路                | 平交路口                          | 2011年11月24日                             | 安康路二段320巷、祥和路 →新店區                                                          |
| 出口                               |      | 薏仁坑路                       | 薏仁坑路                               | （僅南出北入）                         | 半套鑽石型                        | 2011年11月24日                             | 薏仁坑路 →新店區                                                                         |
| 出口                               | 21.8 | 安祥路端                       | 中安快速道路終點                       | 中安快速道路起點                       | 直接式                            | 2011年11月24日                             | 安祥路 →新店區                                                                           |